# Allgemeiner Volkskongress (Libyen)
Der Allgemeine Volkskongress Libyens (arabisch مؤتمر الشعب العام, DMG Muʾtamar aš-šaʿb al-ʿāmm) war de jure das Parlament im Einkammersystem von Libyen unter der Diktatur von Muammar al-Gaddafi. Seine tatsächliche Macht war gering. Entscheidungen wurden außerhalb des Parlamentes durch Gaddafi und seine Vertrauten getroffen.
In den Volkskongress wurden von den knapp 500 Basisvolkskongressen, in denen die erwachsene Bevölkerung Libyens versammelt war, rund 760 Delegierte entsandt. Diese Abgeordneten wiederum wählten den Vorsitzenden (Generalsekretär) des Volkskongresses. Der Vorsitzende wurde gleichzeitig das Staatsoberhaupt Libyens. Zuletzt hatte das Amt Muhammad Abu l-Qasim az-Zuwai inne.
Der Volkskongress befand sich in der Hauptstadt Tripolis.